# 皮帕·米德爾頓
菲莉帕·夏洛特·米德爾頓（英語：Philippa Charlotte Middleton，一般被大眾稱作皮帕·米德爾頓（英語：Pippa Middleton），1983年9月6日—）是英国社交名媛、作家及專欄作家。她的姊姊凱薩琳是威爾斯親王威廉的妻子。皮帕因在其姊的婚禮上的一身象牙白緊身伴娘裙而迅速成名，吸引了大量媒體關注。

## 生平
皮帕·米德爾頓在1983年生於雷丁皇家伯克郡醫院，皮帕的父親是麥可·米德爾頓，一名前機師；母親是卡洛兒·米德爾頓，一名前空中服務員；他們兩人都曾是英國航空的員工。後來她的母親創立派對用品Party Pieces公司，一家靠此公司致富。在1984年至1986年其間，麥可·米德爾頓被派到約旦首都安曼工作，皮帕和姊姊凱薩琳因此在安曼短暫居住過。

### 學歷
和她胞姊一樣，她入讀聖安德魯斯學校（St Andrew's School）；其後短暫轉到貴族學校唐屋中學學習。皮帕最終以運動員獎學金入讀知名男女寄宿學校馬爾伯勒學院並完成中學課程。後來她在爱丁堡大学畢業於英國文學學系，就讀其間曾和Lord Edward Innes-Ker及Earl Percy這兩名公爵之子成為室友。